# Insect Island
Insect Island ist eine Insel zwischen dem Festland, den Küstenbergen der Northern Pacific Ranges, der kanadischen Provinz British Columbia und der vorgelagerten Insel Vancouver Island. Insect Island gehört zur Inselgruppe des Broughton-Archipels und liegt im Regional District of Mount Waddington sowie im Broughton Archipelago Marine Provincial Park. Außerdem wird die Insel dem Great Bear Rainforest zugerechnet.

## Lage
Die Insel liegt am östlichen Ende der Königin-Charlotte-Straße. Innerhalb der Inselgruppe liegt die Insel dann im zentralen Westen. Die Insel ist eine der größten Inseln die vollständig im Broughton Archipelago Marine Provincial Park liegen. Verschiedene größere Inseln des Archipels sind zwar vom Park umschlossen, gehören aber zum eigenständigen Schutzgebiet des Broughton Archipelago Conservancy.
Nördlich der Insel und einiger weiterer kleinerer Inseln (Rees Island, John Island, Davies Island), die ebenfalls zum Park gehören sowie des Fife Sound liegt Broughton Island. Südöstlich der Insel findet sich Baker Island, deren Westspitze ebenfalls Teil des Parks ist. Auch das südwestlich gelegene Tracey Island gehört zum Park, während das südwestlich gelegene Eden Island zum Schutzgebiet des Broughton Archipelago Conservancy gehört. Das nordwestlich gelegene Fly Island gehört weder zum Provinzpark noch zum Schutzgebiet, sondern ist ein Indian reserve („Kukwapa No. 5“) der First Nation, hier der Dzawada'enuxw.

## Namensherkunft
Die Herkunft des Namens der Insel ist unklar. Der Name wurde erstmals im Jahr 1867 auf einer Karte der britischen Admiralität verzeichnet.